# 4-对甲苯基-4-氧代丁酸
4-对甲苯基-4-氧代丁酸是一种有机羧酸。它的制备被用作大学本科的有机化学实验教学。

## 实验室制备
在装有回流冷凝管、酸气吸收装置和温度计的干燥的50mL三口瓶中加人8mL甲苯和1g丁二酸酐（已准确称量），在搅拌下一次加入4g无水三氯化铝使反应发生。待反应平稳，用电磁搅拌器加热，控温在90℃左右反应30min，再将反应体系冷却至室温，在冰水浴冷却及搅拌下加人6mL浓盐酸和6g冰的混合物，使反应液水解完全。用250mL三口瓶作水蒸气发生器，煤气灯加热，对上述混合液进行水蒸气蒸馏以除去过量的甲苯。将蒸除甲苯后的剩余液置水浴中冷至室温，即有固体产生；再进行减压过滤，每次用2-3mL冷水洗涤两次。将上述固体加入100mL圆底烧瓶中，用15%乙醇重结晶；如粗品有颜色，可加入适量活性炭脱色，减压热过滤，静置，结晶。待产品结晶完全后，减压过滤，用少量的15%乙醇洗涤产品两次，抽干后置红外灯下干燥，测定熔点（文献值为128-130℃），称量产品，计算产率。